# 內灣村 (新竹縣)
21°42′N 121°10′E / 21.700°N 121.167°E
內灣村（海陸腔客拼：nui+ vanˋ cunˋ）為臺灣新竹縣橫山鄉轄下之行政區，位於頭前溪上游油羅溪的谷地。面積4.6平方公里，下設16鄰，設籍人口402戶，1,022人，居民大部分為客家人，是客家聚落。因處於礦業、林業開採對外的孔道而繁榮，現在轉型成為觀光旅遊景點。

## 地理
內灣村以聚落為中心，於此注入油羅溪的野溪流域都屬於內灣村的範圍。西至永豐大橋接豐田村，北以九芎坪臨力行村，東以麥樹仁山南以油羅山與尖石鄉為界。油羅溪由東向西流貫橫山鄉，溪谷北側丘陵在經過內灣的地方向北退入，發源於麥樹仁山的東窩溪於此注入油羅溪，形成三面環山，一面開口朝外的山麓沖積扇地形，內灣村聚落就位於河道的右側。

## 聚落歷史

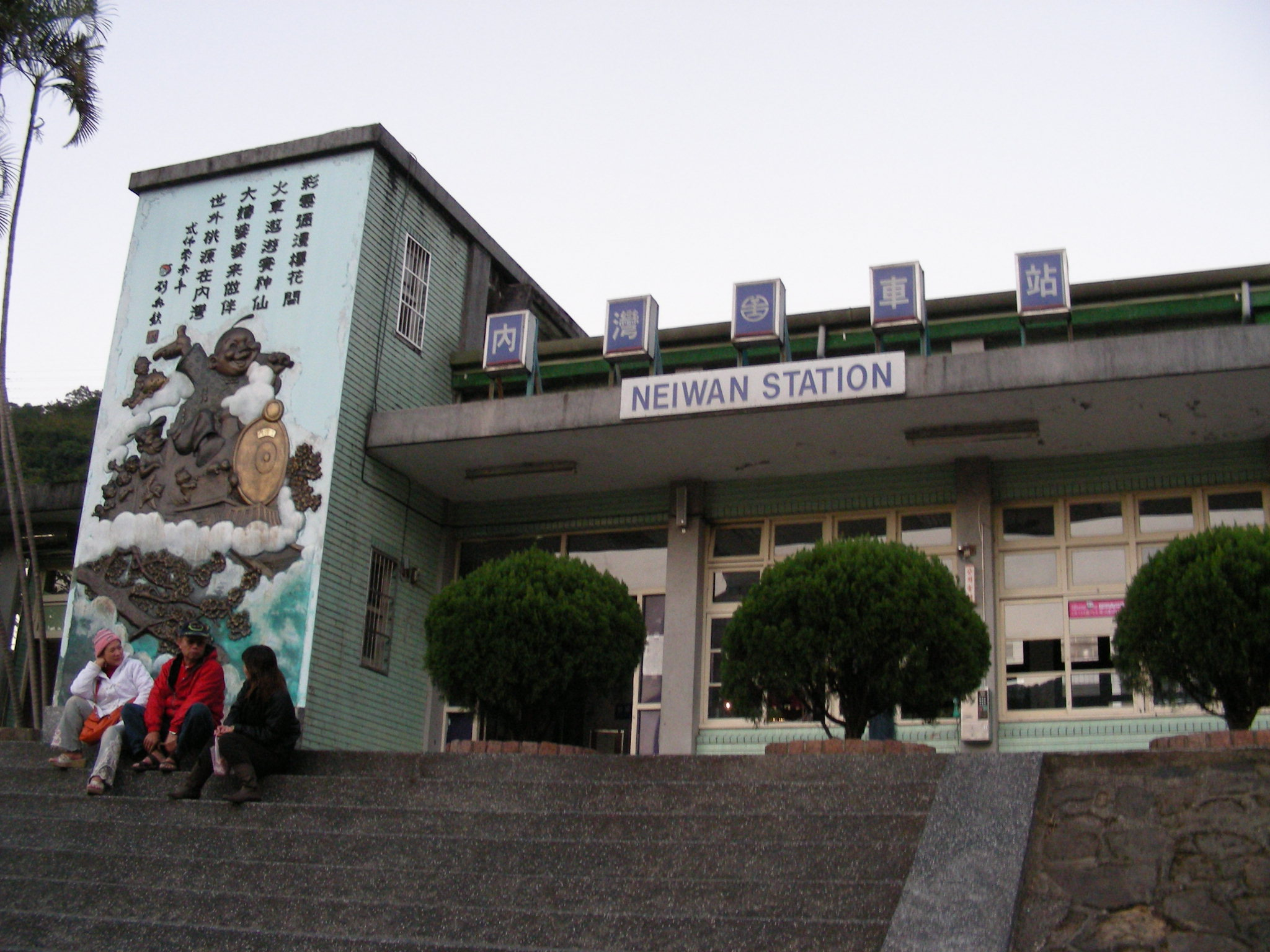
內灣村的地標，內灣線鐵路終點內灣車站。

### 清代開墾
新竹縣東部丘陵原為泰雅族的活動範圍，內灣最早開拓於清嘉慶晚期（1820年左右），由陳福成墾號所開墾，漢人由新竹平原順著頭前溪向東發展。由於泰雅族抵拒漢人對油羅溪上游的開發，直到清代末葉漢人的勢力範圍才延著油羅溪而上到達內灣，並在內灣建立隘勇線防止泰雅族對漢人生活的威脅。漢人在當地砍伐樟木以製成樟腦，至日治時代初期，內灣庄僅有民宅十五戶。

### 日治時期
日治時期的內灣屬竹東郡橫山庄南河地區。日本政府沿著油羅溪經過內灣進入泰雅族山地區域「理蕃」進而開發山地，發現當地出產檜木、梢楠等珍貴樹種。明治四十四年（1911年）內灣鋪設輕便鐵軌。昭和年間，日本政府在此地發現煤礦，政府在平定泰雅族之後，開始大規模的開採當地資源，運往日本銷售。。

### 鐵路通車後的興衰
1951年，為林業、石灰業、水泥業而興築的竹東線鐵路通車至內灣村，此後二十年之間，新竹縣的林業和礦業更為興盛，尖石鄉對外的交通都以內灣村為中繼點對外聯絡，致使大量的勞動人口以內灣為活動中心，帶動商店、戲院、酒館等娛樂行業蓬勃發展。1970年以後，政府林業政策改變，而礦藏也慢慢枯竭，內灣隨著產業的終止而沒落。

### 晚近的觀光發展
自1995年起，內灣透過形象塑造、商圈規劃，以客家小鎮以及螢火蟲為主題，吸引了大量的觀光人潮，與新北市的九份同為沒落後再因觀光而興起的村落。

## 交通
內灣村地處油羅溪上游，主要的交通孔道皆順著油羅溪溪谷連絡。縣道120號往西可接臺三線或到達縣治竹北市，往東進入尖石鄉。大眾運輸方面，臺灣鐵路管理局內灣線每日十餘班次往返內灣、竹中，可轉乘至六家（高鐵新竹站）及臺鐵新竹站，新竹汽車客運內灣線、梅花線、那羅線每日也有十多班次由經內灣往返竹東、尖石。

## 教育
內灣國民小學是當地唯一的小學，其前身為日治時期的大肚國民學校內富分教場，該校學生人數截至108學年度為止共計有44人。當地沒有中學，最近的中學是位在新興村的橫山國中。

## 文化資產

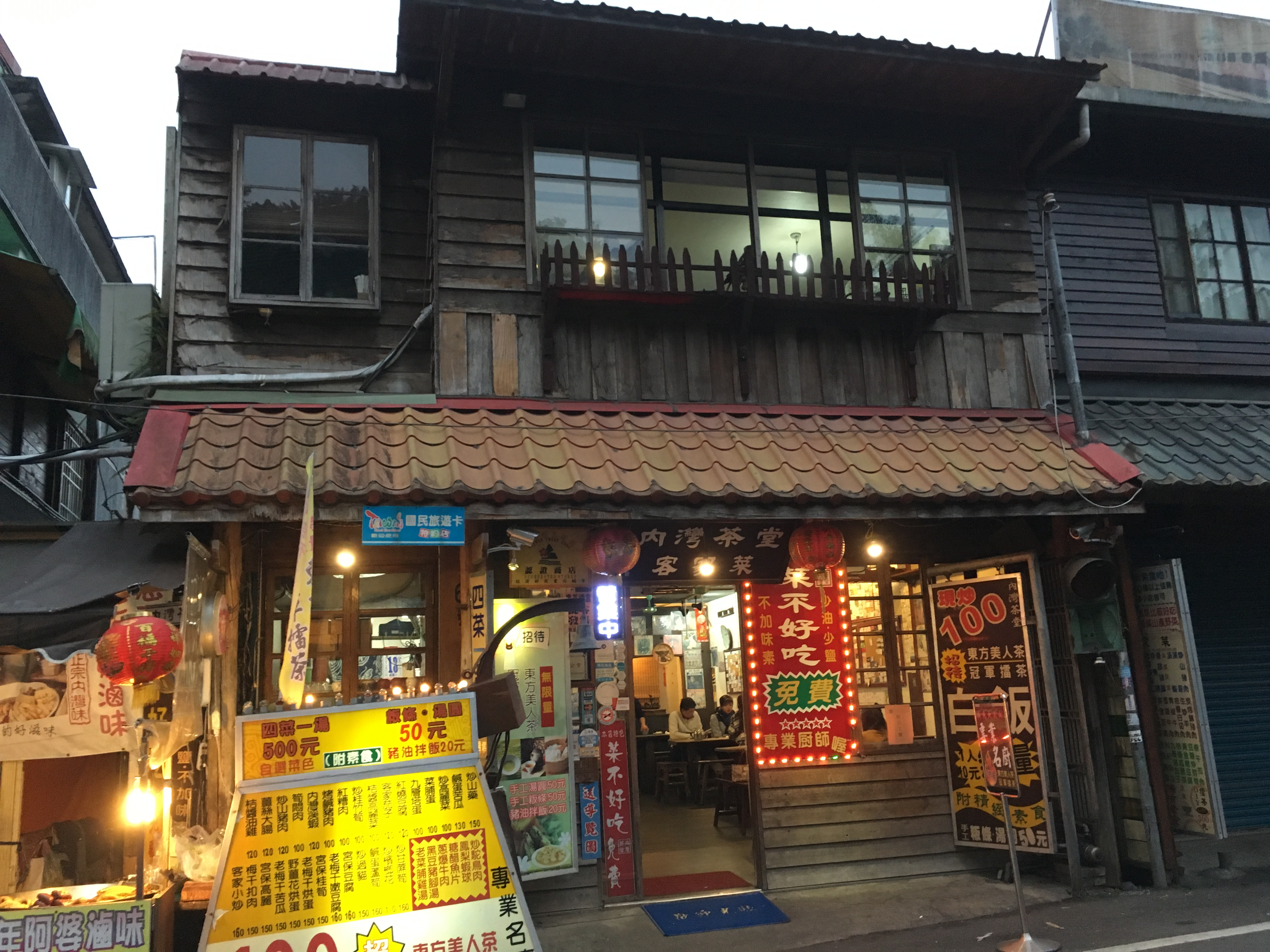
內灣老街

- 古蹟、歷史建築、聚落：
  - 廣濟宮
  - 內灣吊橋
  - 攀龍吊橋
  - 內灣郵局
  - 內灣戲院
  - 內灣派出所、前身為「南河部落振興會」[14]
  - 木馬道遺址
  - 南坪古道
  - 和平街（原旅社聚集區之『櫻花街道』）

## 以內灣為背景的作品
電影「在那河畔青草青」、「春秋茶室」、「悲情城市」、「多桑」；中視連續劇「大姐當家」都在此取景拍戲。內灣保有民國50、60年代（1960、1970年代）的純樸小鎮風情，不斷吸引著遊客來此尋幽，回味小城故事。